# Janneke Vos
Janneke Vos (Kockengen, 20 maart 1977) is een Nederlands voormalig wielrenster. De belangrijkste overwinning van Vos is het Nederlands kampioenschap wielrennen op de weg in 2005.

## Belangrijkste resultaten
1995
- 3e Parel van de Veluwe

1996
- 3e in Ronde van Midden-Nederland

1997
- 1e Veghel

1998
- 2e in 2e etappe RaboSter Zeeuwsche Eilanden
- 2e in 2e etappe Holland Ladies Tour

1999
- 1e Flevotour
- 1e Tour de Okinawa

2000
- 3e Nederlands Kampioenschap, Baan, Puntenkoers
- 3e Dernycriterium Maastricht
- 2e Eindklassement GP Boekel
- 1e Nijmegen

2002
- 3e Dernycriterium Ossendrecht

2004
- 2e Parel van de Veluwe

2005
- 2e Geldrop
- 3e Ronde rond het Ronostrand
- Nederlands kampioenschap wielrennen op de weg
- 2e Epe
- 2e Dalen

2006
- 3e in 4e etappe Emakumeen Bira
- 3e Alblasserdam